# 玻恩定則

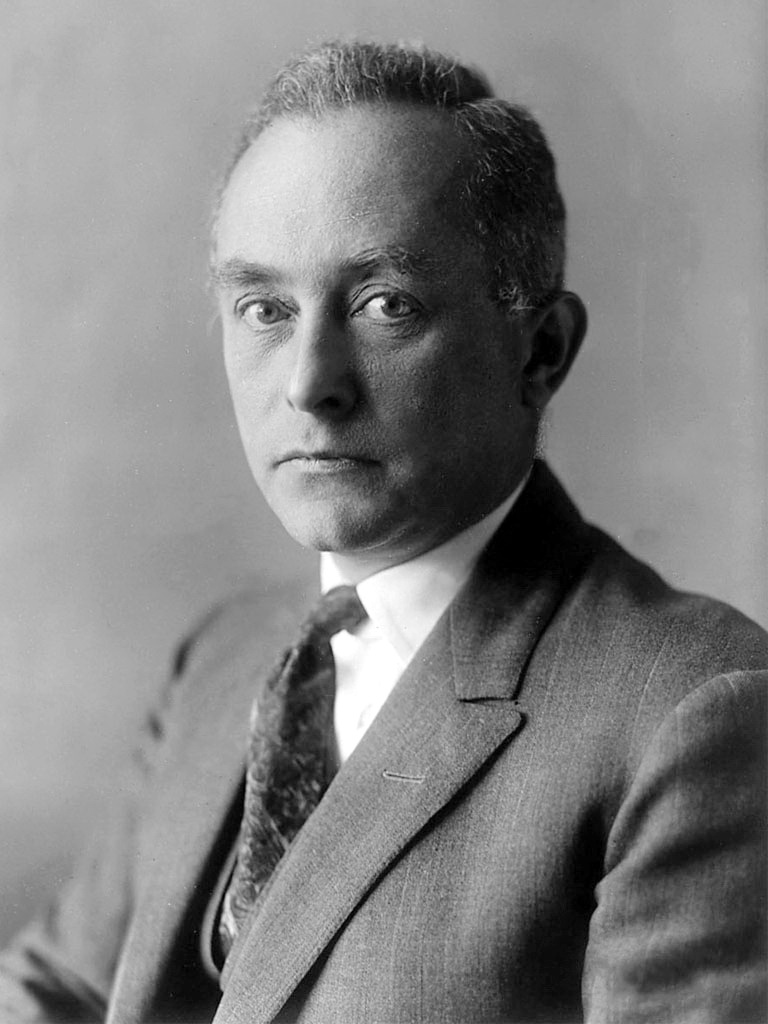
马克斯·玻恩

玻恩定則（Born rule）是量子力學的基礎公設之一:211ff，由物理學家馬克斯·玻恩提出，给出了量子测量得到特定結果的概率。它與海森堡測不準原理將概率的概念引入量子力學，使其展現出獨特的非決定性質。實驗中尚未發現違背玻恩定則的量子行為。
有物理學者試圖從其它假定推導出玻恩定则，但都未获学界认可。例如，有些物理學者聲稱從多世界詮釋可以推導出玻恩定律，但他們給出的導引被批評為循環論證。格里森定理为玻恩定則的形式給出了數學上的線索，但並沒有對於其概率行為提供物理学解释。
沃傑克·祖瑞克倚賴系統與環境之間的量子纏結引起的環輔不變性（環境輔助不變性，environment-assisted invariance）來推導出玻恩定則。在這裡，環境扮演了促使概率出現的關鍵角色。這也意味著祖瑞克的方法只適用於開放系統。不論如何，這是一種充滿想像力的點子，很具有未來發展的潛能。

## 概述

### 離散值譜
假設對於量子態為{\displaystyle |\psi \rangle }的某量子系統測量可觀察量{\displaystyle O}，而對應於可觀察量{\displaystyle O}的厄米算符{\displaystyle {\hat {O}}}，其值譜為離散的，所含有的本徵值與對應的本徵態分別標記為
{\displaystyle O_{i}}與{\displaystyle |O_{i}\rangle }，{\displaystyle i=1,\ 2,\ 3,\ \cdots ,n}。
玻恩定則闡明，獲得測量值{\displaystyle O_{i}}的概率為:96-99
{\displaystyle p(O_{i})=|\langle O_{i}|\psi \rangle |^{2}}。

### 連續值譜
假設對於量子態為{\displaystyle |\psi \rangle }的某量子系統測量可觀察量{\displaystyle X}，而對應於可觀察量{\displaystyle X}的厄米算符{\displaystyle {\hat {X}}}，其值譜為連續的，所含有的本徵值與對應的本徵態分別標記為
{\displaystyle x}與{\displaystyle |x\rangle }，{\displaystyle -\infty \leq x\leq \infty }。
玻恩定則闡明，獲得測量值{\displaystyle a\leq x\leq b}的概率為:2-5
{\displaystyle p(a\leq x\leq b)=\int _{a}^{b}|\langle x|\psi \rangle |^{2}\mathrm {d} x}。

## 歷史
馬克斯·玻恩最先於1926年發表論文提出玻恩定則。在這篇論文裏，玻恩解析了一個散射問題的薛定谔方程，由於受到阿爾伯特·愛因斯坦在光電效應研究的啟發，玻恩在一個角註裏總結，玻恩定則對於解答給出唯一可能的詮釋。1954年，因為「在量子力學領域的基礎研究，特別是對波函數的統計學詮釋」，玻恩與瓦爾特·博特共同榮獲諾貝爾物理學獎。約翰·馮·諾伊曼在他的1932年著作《量子力學的數學基礎》裏闡明譜理論應用於玻恩定則的論述。

## 參閱
- 量子測量
- 量子退相干

## 外部連結
- Quantum Mechanics Not in Jeopardy: Physicists Confirm a Decades-Old Key Principle Experimentally （页面存档备份，存于） ScienceDaily (July 23, 2010)